# أدريان بيت
أدريان فلورين بيت (بالرومانية:Adrian Florin Piţ) (مواليد 16 يوليو 1983 في أراد - رومانيا) لاعب كرة قدم روماني يلعب حاليا لصالح نادي الدرجة الأولى روما الإيطالي منذ 2007 في مركز الوسط المحوري .

## روابط خارجية
- أدريان بيت على موقع قاعدة بيانات كرة القدم.إي يو (الإنجليزية)
- أدريان بيت على موقع Soccerway.com (الإنجليزية)